# Fréjairolles
Fréjairolles, okcitánsky Frejairòlas, je francouzská obec v departementu Tarn v regionu Midi-Pyrénées. Nachází se jihovýchodně od města Albi a rozloha jeho katastru dosahuje 17,41 km². V roce 2009 zde žilo 1311 obyvatel.